# 中原中也賞
中原中也賞（なかはらちゅうやしょう）には、
1. 1939年から中垣竹之助の出資で3回行われたもの。受賞者には立原道造、高森文夫、杉山平一、平岡潤がいる。（中原中也#中原中也賞参照）
2. 1996年から行われているもの

の2つがある。ここでは2について説明する。
現行の中原中也賞は、山口市と中原中也賞運営委員会が主催し、青土社とKADOKAWA（社内ブランド・角川書店）が後援する現代詩を対象とした文学賞である。受賞者には、正賞として高田博厚が制作した中原中也の首のブロンズ像（第11回より。第10回までは受賞作の英訳本出版）及び副賞として100万円が授与される。候補作は、著者本人の公募作品及び出版社・報道機関等の推薦作品から選ばれる。私家版の作品が受賞することもある。

## 受賞作

### 第1回から第10回
- 第1回（1996年） 豊原清明 『夜の人工の木』
  - 候補作
    - 倉田良成 『ゼノン、あなたは正しい』
    - 山崎佳代子 『鳥のために』
    - 萩原健次郎 『求愛』
    - 梅田智江 『SO ALONE』
    - 寺山冨三 『ぼくと時計の時差について』
    - 江代充 『白V字 セルの小径』
- 第2回（1997年） 長谷部奈美江 『もしくは、リンドバーグの畑』
  - 候補作
    - 鳥越ゆり子 『音素砂丘〜サラスエル黙示録より』
    - 貞久秀紀 『リアル日和』
    - 清岳こう 『浮気町・車輛進入禁止』
    - 榎本恭子 『静止球体』
    - 中村和恵 『トカゲのラザロ』
- 第3回（1998年） 宋敏鎬 『ブルックリン』
  - 候補作
    - 佐々木浩 『象が死んだら』
    - 貞久秀紀 『空気集め』
    - 藤倉英世 『消滅のための火』
    - 大嶋賢利 『維新』
    - 竹内敏喜 『翰』
- 第4回（1999年） 和合亮一 『AFTER』
  - 候補作
    - 野中美峰 『がらすの月』
    - 青山みゆき 『西風』
    - 松元泰介 『空の壜』
    - 宮城隆尋 『盲目』
    - 鍋島幹夫 『七月の鏡』
    - 萩原健次郎 『絵桜』
- 第5回（2000年） 蜂飼耳 『いまにもうるおっていく陣地』
  - 候補作
    - 竹内敏喜 『風を終える』
    - 奥野雅子 『日日は橙色の太陽に沿って』
    - 本間淳子 『アーバン・アンモナイト』
    - 荒川純子 『デパガの位置』
    - 田中庸介 『山が見える日に、』
    - 雨矢ふみえ 『ジーナ・ロロブリジーダ夢みる巻き毛』
- 第6回（2001年） アーサー・ビナード 『釣り上げては』
  - 候補作
    - 三浦優子 『Lyrics（りりっくす）』
    - 松本圭二 『詩篇アマータイム』
    - 渡辺玄英 『海の上のコンビニ』
    - 本庄ひろし 『颱風一家』
    - 田口犬男 『モー将軍』
    - 柴田千晶 『空室1991-2000』
- 第7回（2002年） 日和聡子 『びるま』
  - 候補作
    - 松岡政則 『ぼくから離れていく言葉』
    - 関口涼子 『二つの市場、ふたたび』
    - 高屋優子 『妹人形』
    - 細見和之 『言葉の岸』
    - 牛島敦子 『磁気圏擾乱』
    - 元山舞 『青い空の下で』
- 第8回（2003年） 中村恵美 『火よ!』
  - 候補作
    - 西元直子 『けもの王』
    - 四元康祐 『世界中年会議』
    - 利岡正人 『運動の間口』
    - 宮城隆尋 『idol』
    - 今井義行 『私鉄』
    - 齋藤恵美子 『緑豆』
- 第9回（2004年） 久谷雉 『昼も夜も』
  - 候補作
    - 後藤美和子 『極地』
    - 橋場仁奈 『姉さんの美しい、死体』
    - 井狩初子 『理髪店の憂鬱』
    - 杉本真維子 『点火期』
    - 有松裕子 『擬陽性』
    - 松岡政則 『金田君の宝物』
- 第10回（2005年） 三角みづ紀 『オウバアキル』
  - 候補作
    - 田原 『そうして岸が誕生した』
    - 斎藤恵子 『樹間』
    - 池田瑞輝 『もっともっと高い木』
    - 森川雅美 『くるぶしのふかい湖』
    - 小笠原鳥類 『素晴らしい海岸生物の観察』
    - 小島数子 『標的の未知に狙われて』

### 第11回から第20回
- 第11回（2006年） 水無田気流 『音速平和 sonic peace』
  - 候補作
    - 藤原安紀子 『音づれる聲』
    - 手塚敦史 『詩日記』
    - 廿楽順治 『すみだがわ』
    - 利岡正人 『早起きの人々』
    - 齋藤恵美子 『最後の椅子』
    - 辻和人 『息の真似事』
- 第12回（2007年） 須藤洋平 『みちのく鉄砲店』
  - 候補作
    - 多和田葉子 『傘の死体とわたしの妻』
    - 大谷良太 『薄明行』
    - キキダダマママキキ 『死期盲』
    - 望月遊馬 『海の大公園』
    - 安川奈緒 『MELOPHOBIA』
    - 館路子 『螢、探して』
- 第13回（2008年） 最果タヒ 『グッドモーニング』
  - 候補作
    - 清水あすか『頭を残して放られる。』
    - 新井高子 『タマシイ・ダンス』
    - 細見和之 『ホッチキス』
    - 利岡正人 『彼方』
    - 中塚鞠子 『約束の地』
    - 関口涼子 『グラナダ詩編』
- 第14回（2009年）  川上未映子 『先端で、さすわ さされるわ そらええわ』
  - 候補作
    - 中筋智恵『夏虫の巣』
    - 小川三郎 『流砂による終身刑』
    - 松本秀文 『白紙の街の歌』
    - 高岡力 『新型』
    - 浅野言朗 『2の6乗＝64/窓の分割』
    - 鳥居万由実 『遠さについて』
- 第15回（2010年） 文月悠光 『適切な世界の適切ならざる私』
  - 候補作
    - 山田亮太『ジャイアントフィールド』
    - 大江麻衣『道の絵』
    - なかにしけふこ『The Illuminatated Park 閃光の庭』
    - 八柳李花『Beady-fingers.』
    - 尾中俊介『カルデサック』
    - 浦歌無子『耳のなかの湖』
- 第16回（2011年） 辺見庸 『生首』
  - 候補作
    - 高橋正英『クレピト』
    - 塚越祐佳『越境あたまゲキジョウ』
    - 清中愛子『宮の前キャンプからの報告』
    - 管啓次郎『Agend’Ars』
    - 高谷和幸『ヴェジタブル・パーティ』
    - 陶原葵『明石、時、』
- 第17回（2012年） 暁方ミセイ 『ウイルスちゃん』
  - 候補作
    - 八柳李花『サンクチュアリ』
    - 手塚敦史『トンボ消息』
    - 一方井亜稀『疾風光』
    - 江夏名枝『海は近い』
    - 河邉由紀恵『桃の湯』
    - 大崎清夏『地面』
- 第18回（2013年） 細田傳造 『谷間の百合』
  - 候補作
    - 白鳥央堂『晴れる空よりもうつくしいもの』
    - 高塚謙太郎『カメリアジャポニカ』
    - 疋田龍乃介『歯車VS丙午』
    - ブリングル『、そうして迷子になりました』
    - 望月遊馬『焼け跡』
    - 後藤ユニ『サマーバケーション・イン・マイ・ヘッド』
- 第19回（2014年） 大崎清夏 『指差すことができない』
  - 候補作
    - 浦歌無子『イバラ交』
    - カニエ・ナハ『オーケストラ・リハーサル』
    - 小林坩堝『でらしね』
    - そらしといろ『フラット』
    - 峯澤典子『ひかりの途上で』
    - 米山浩平『ピノキオ』
- 第20回（2015年） 岡本啓 [注釈 1][1]『グラフィティ』[注釈 2][2]。
  - 候補作
    - 浅井眞人『仁王と月』
    - 伊藤浩子『wonderers』
    - 榎本櫻湖『空腹時にアスピリンを飲んではいけない』
    - カニエ・ナハ『MU』
    - 紺野とも『かわいくて』
    - 高塚謙太郎『ハポン絹莢』

### 第21回から第30回
- 第21回（2016年） カニエ・ナハ 『用意された食卓』
  - 候補作
    - 佐峰存 『対岸へと』
    - 宿久理花子 『からだにやさしい』
    - 平田詩織 『歌う人』
    - 宮岡絵美 『境界の向こう』
    - 望月遊馬 『水辺に透きとおっていく』
    - 森本孝徳 『零余子回報』
- 第22回（2017年） 野崎有以 『長崎まで』
  - 候補作
    - 尾久守侑 『国境とJK』
    - ジェフリー・アングルス 『わたしの日付変更線』
    - 冨岡悦子 『ベルリン詩篇』
    - 萩野なつみ 『遠葬』
    - 山﨑修平 『ロックンロールは死んだらしいよ』
    - 山下晴代 『今はもう誰も杉村春子など思い出さない』
    - 山田亮太 『オバマ・グーグル』
- 第23回（2018年） マーサ・ナカムラ 『狸の匣』
  - 候補作
    - 海老名絢『きょりかん』
    - 田中さとみ『ひとりごとの翁』
    - 十田撓子『銘度利加』
    - 橋本シオン『これがわたしのふつうです』
    - 藤本哲明『ディオニソスの居場所』
    - 松本秀文『「猫」と云うトンネル』
- 第24回（2019年） 井戸川射子 『する、されるユートピア』
  - 候補作
    - 岩倉文也『傾いた夜空の下で』
    - 倉石信乃『使い』
    - 小縞山いう『リリ毛』
    - 殿塚友美『fey』
    - 水下暢也『忘失について』
- 第25回（2020年） 水沢なお 『美しいからだよ』
  - 候補作
    - 海老名絢『声を差し出す』
    - 神山紗良『透明な砦』
    - 白鳥央堂『想像星座群』
    - タケイ・リエ『The inland sea』
    - 長谷部裕嗣『箱の中の森』
    - 彦坂美喜子『子実体日記』
- 第26回（2021年） 小島日和 『水際』
  - 候補作
    - 青木由弥子『しのばず』
    - 石松佳『針葉樹林』
    - 江島名枝『あわいつみ』
    - 大島静流『飛石の上』
    - 尾久守侑『悪意Q47』
    - 萩野なつみ『トレモロ』
- 第27回（2022年） 国松絵梨 『たましいの移動』
  - 候補作
    - 小林坩堝『小松川叙景』
    - 紫衣『旋律になる前の』
    - 蜆シモーヌ『なんかでてるとてもでてる』
    - 照井知二『夏の砦』
    - 長谷部裕嗣『灰には灰を』
    - 村岡由梨『眠れる花』
- 第28回（2023年） 青柳菜摘 『そだつのをやめる』
  - 候補作
    - 飯沢耕太郎『完璧な小さな恋人』
    - 奥間埜乃『黯らかな静寂、すべて一滴の光』
    - 小野絵里華『エリカについて』
    - 鎌田尚美『持ち重り』
    - 竹中優子『冬が終わるとき』
    - 藤原佯『O』
- 第29回（2024年）佐藤文香『渡す手』
  - 候補作
    - 伊口さや『大人になったらこわくないよ』
    - 大島静流『蔦の城』
    - 貝塚津音『魚里山－イノシシのうた』
    - 姜湖宙『湖へ』
    - 佐峰存『雲の名前』
    - 高橋実里『とおくの火』

- 第30回（2025年）高村而葉『生きているものはいつも赤い』
  - 候補作
    - 高嶋樹壱『一千暦の帰り道』
    - 高塚しい『六月の幻想』
    - のもとしゅうへい『通知センター』
    - 南椌椌『ソノヒトカヘラズ』
    - 湯村りす『ZOO』

## 選考委員
- 第1回から第5回 荒川洋治、北川透、佐々木幹郎、佐藤泰正、中村稔、吉田熈生
- 第6回から第8回 荒川洋治、北川透、佐々木幹郎、佐藤泰正、中村稔、
- 第9回から第10回 荒川洋治、井坂洋子、北川透、佐々木幹郎、佐藤泰正、中村稔
- 第11回から第16回 荒川洋治、井坂洋子、北川透、佐々木幹郎、佐藤泰正、高橋源一郎
- 第17回から第22回 荒川、井坂、北川、佐々木、高橋、蜂飼耳
- 第23回から第28回　荒川、井坂、佐々木、高橋、蜂飼
- 第29回から　蜂飼耳、川上未映子、カニエ・ナハ、野崎有以、穂村弘